# Pedro Mendes (Fußballspieler, 1990)
Pedro Mendes, mit vollem Namen Pedro Filipe Teodósio Mendes (* 1. Oktober 1990 in Neuenburg, Schweiz), ist ein portugiesischer Fußballspieler.

## Karriere

### Im Verein
Mendes wechselte 2005 in die Jugendabteilung von Sporting Lissabon und unterschrieb beim Hauptstadtklub vier Jahre später seinen ersten Profivertrag. Zunächst spielte er jedoch auf Leihbasis für den portugiesischen Drittligisten Real Massamá sowie den Schweizer Zweitligisten Servette FC, mit dem er am Saisonende aufstieg. Im Sommer 2011 wechselte er im Zuge eines weiteren Leihgeschäfts zu Real Madrid Castilla, der Zweitmannschaft von Real Madrid. Daraufhin debütierte er am 7. Dezember 2011 unter seinem Landsmann José Mourinho als Einwechselspieler für die Profimannschaft in der UEFA Champions League.
Zur Saison 2012/13 kehrte er zu Sporting Lissabon zurück und wurde Mannschaftskapitän des in der Segunda Liga spielenden B-Teams. Im Saisonverlauf kam er auch sporadisch bei den Profis zum Einsatz. Am 28. Mai 2013 unterschrieb er einen Fünfjahresvertrag beim italienischen Erstligisten FC Parma. In der Rückrunde der Saison 2013/14 spielte er auf Leihbasis für den Erstligakonkurrenten US Sassuolo Calcio.
Am 6. Juli 2015 unterschrieb Mendes einen Vierjahresvertrag beim französischen Erstligisten Stade Rennes. Am 18. Juli 2017 wechselte er zum Ligakonkurrenten HSC Montpellier. In Montpellier verbrachte er 6 Jahre und absolvierte in dieser Zeit 115 Pflichtspiele.
Ende August 2023 wechselte er zu Aufsteiger CF Estrela Amadora nach Portugal.

### In der Nationalmannschaft
Mendes bestritt 50 Länderspiele für Portugals Juniorennationalmannschaften. Im Oktober 2018 wurde er von Nationaltrainer Fernando Santos erstmals in die A-Nationalmannschaft berufen. Daraufhin gab er am 14. Oktober 2018 im Freundschaftsspiel gegen Schottland sein Länderspieldebüt.

## Erfolge
- Meister der Segunda División B: 2011/12